# Antoni Esteve i Avilés
Antoni Esteve i Avilés (Barcelona, 1955) és un periodista i empresari català. Juntament amb la seva dona, Victòria Piany, és propietari del Grup Lavinia, La seva activitat en el món del periodisme va començar a Mundo Diario i a Ràdio Peninsular. Va treballar a TVE durant catorze anys, quatre d'ells com a corresponsal de la televisió pública espanyola a París i altres quatre com a corresponsal d'Itàlia i el Vaticà. Entremig va treballar a El Periódico de Catalunya.

## Biografia
Antoni Esteve va néixer en una família d'Arenys de Mar que tenia un petit negoci tèxtil. Va iniciar els seus estudis en Ciències Empresarials a ESADE, però va deixar-ho per començar a treballar en el diari barceloní Mundo Diario. Aleshores escrivia poemes a les fitxes perforades de l'IQS els anys 1973-1974, com a membre del Club de Poetes de la Fitxa Perforada. Posteriorment es va llicenciar en Ciències de la Informació a la Universitat Autònoma de Barcelona.
Esteve va ser regidor de Informació i Estadística, a las llistes del PSUC, al primer ajuntament democràtic d'Arenys de Mar, l'any 1979, i va impulsar la primera emissora municipal de Catalunya, Ràdio Arenys.
També va ser col·laborador del programa "Parlem-ne" de Ràdio Peninsular, del programa Giravolt de TVE, director de Ràdio Sant Feliu de Llobregat i redactor de política El Periódico de Catalunya. A TVE ha estat director dels programes: "Comarques", "Miramar", "Panorama", "135 escons", "Línea 900" i "Vidas Paralelas". També ha estat corresponsal de TVE, durant quatre anys, a París i altres quatre anys a Roma i al Vaticà.
També, des de 1993 ha estat professor de totes les promocions que han passat pers els estudis de Periodisme de la Universitat Pompeu Fabra. També ha dirigit el Postgrau de Periodisme Digital de la Universitat Oberta de Catalunya durant 12 anys i puntualment ha participat en cursos a la Università degli Studi de Milà, a l'ENA de París i a les universitats Autònoma i Politècnica de Barcelona, Menéndez Pelayo, País Basc i Gijón, i a les escoles de negocis Esade i Iese. Ha estat un dels promotors de la Càtedra de Futurs de la Comunicació de la UPF en la que hi participen 15 empreses catalanes.
Per les seves activitats periodístiques i empresarials ha guanyat els premis del Festival de TV de Nova York, del Festival International du Gran Reportage d'Actualité(FIGRA), el Premi Ciutat de Barcelona, el premi Nacional de Comunicació de la Generalitat de Catalunya, el premi "Talento" de l'Academia de TV, el premi de la patronal CECOT i el premi Premi Ondas. Actualment és membre del patronat del centre tecnològic Eurecat i entre 2010 i 2012 va ser vicepresident del grup de comunicació Vértice.

## Grup Lavinia
El 1994 el primer projecte del Grup Lavinia va ser arrancar Barcelona Televisió. A l'empresa, propietat d'Esteve i la seva dona, la també periodista Victòria Piany, el 1995 van crear Mediàpolis, primer directori de mitjans de comunicació a Internet, amb enllaços a webs de mitjans i recursos per a periodistes, amb un notable èxit a França, on entre 1997 i 1998 va ser el més visitat. El 1996, conjuntament amb La infopista (Vilaweb), van fer la primera transmissió europea de vídeo per internet, una revetlla de Sant Joan musical des de la platja d'Arenys de Mar. Després vindrien els streamings de les webs de Catalunya Ràdio i COM Ràdio.
El 1999 van fundar el digital de la Diputació de Barcelona, La Malla, una iniciativa de Lavinia innovadora en continguts multimèdia, grafisme i animacions. El periodista Joan Francesc Cànovas va ser el primer director.